# Çalıköy, Doğubayazıt
Çalıköy là một xã thuộc huyện Doğubayazıt, tỉnh Ağrı, Thổ Nhĩ Kỳ. Dân số thời điểm năm 2011 là 234 người.